# Opus lucanum
Opus lucanum es una frase latina que significa sencillamente obra de Lucas. Con esta expresión se entiende el conjunto de las obras atribuidas a Lucas: el Evangelio de Lucas y los Hechos de los Apóstoles. Es común referirse frecuentemente a ambas obras en conjunto.
Es usado frecuentemente en publicaciones, como por ejemplo el Elenchus of Biblica.